# On a volé la Joconde (téléfilm)
Pour les articles homonymes, voir On a volé la Joconde.
On a volé la Joconde (L'uomo che rubò la Gioconda) est un téléfilm franco-italien deux parties réalisé par Fabrizio Costa, diffusé en 2006.

## Fiche technique
- Titre original : L'uomo che rubò la Gioconda
- Réalisation : Fabrizio Costa
- Scénario : Gualtiero Rosella et Pietro Calderoni
- Durée : 187 min
- Pays :  France
- Pays :  Italie

## Distribution
- Alessandro Preziosi : Vincenzo Peruggia
- Violante Placido : Aurore
- Frédéric Pierrot : Lépine
- Cécile Cassel : Mariuccia
- Tom Novembre : Marcel Dupont
- Michel Crémadès : Montignac
- Judith El Zein : Françoise
- Fabio Troiano : Luigi
- Bruno Mary : Olivier
- Fred Personne : Henri Poupardin